# سیارک ۲۵۷۹۸
سیارک ۲۵۷۹۸ (به انگلیسی: 25798 Reneeschaaf، نامگذاری:2000CU82)۲۵۷۹۸مین سیارک کشف شده‌است که در ۰۴ فوریه ۲۰۰۰ کشف شد.